# Northwest African Photographic Reconnaissance Wing
La Northwest African Photographic Reconnaissance Wing est une escadre interalliée de la seconde guerre mondiale, réunissant des escadrons de reconnaissance aérienne américains, britanniques et français pour les opérations en Afrique du Nord. Elle est opérationnelle de février à décembre 1943.

## Hiérarchie
La NAPRW est une des divisions du Mediterranean Air Command dont la création a été décidée à la conférence de Casablanca. Elle est placée sous le commandement du colonel Elliott Roosevelt, fils du président américain. Le quartier général est situé à l'Aéroport d'Alger-Maison Blanche (aujourd'hui l'Aéroport d'Alger - Houari-Boumédiène).

## Ordre de bataille
La NAPRW comprend les unités suivantes :
- 3e groupe photographique (United States Army Air Forces), commandé par le colonel Frank Dunn.
  - 5e escadron de photogrammétrie, équipé de Lockheed P-38 Lightning
  - 12e escadron de reconnaissance photographique, équipé de P-38
  - 15e escadron de reconnaissance photographique, équipé de Boeing B-17 Flying Fortress
  - un détachement de 13e escadron d'intelligence photographique.
  - 12e escadron météorologique.
- Escadron 540 (Royal Air Force), équipé de de Havilland Mosquito.
- Escadron 680 (Royal Air Force), équipé de Supermarine Spitfire.
- Escadron 60 (South African Air Force), équipé de Mosquito.
- Groupe 2/33 (Forces aériennes françaises libres), équipé de P-38.